# Pietro Navarra
Pietro Navarra (Messina, 30 agosto 1968) è un politico ed economista italiano, Rettore dell'Università degli Studi di Messina dal 2013 al 2018.

## Biografia
Navarra si laurea in giurisprudenza presso l'Università degli Studi di Messina, ottenendo successivamente il dottorato in economia presso l'University of Buckingham e svolge un master all'Università di York.
Nelle vesti di docente universitario, Navarra ha rivolto principalmente i suoi interessi verso il funzionamento delle istituzioni politiche e gli effetti che queste esercitano sulle scelte di politica economica.
Il 28 maggio 2013 Navarra viene eletto, a larghissima maggioranza, rettore dell'Università degli Studi di Messina. In aggiunta all'ateneo messinese, Navarra ha anche insegnato presso l'Università della Pennsylvania e la London School of Economics and Political Science ed è membro dell'Accademia Peloritana dei Pericolanti.
Alle elezioni politiche del 2018 Navarra si candida alla Camera dei deputati con il Partito Democratico, risultando eletto. A seguito della decisione di candidarsi in Parlamento, Navarra presenta le dimissioni dalla carica di Rettore con 13 mesi di anticipo rispetto alla scadenza naturale del suo mandato.
Navarra è stato membro della Commissione per il Bilancio della Camera dei deputati.
Dopo avere lasciato il Partito Democratico non si ricandida in Parlamento alle elezioni politiche anticipate del 2022.